# Derrame de petróleo de El Palito de 2023
El derrame de petróleo de El Palito fue un derrame petrolero ocurrido en la refinería El Palito, en Puerto Cabello, Venezuela en diciembre de 2023.

## Derrame
El derrame petrolero ocurrió a finales de diciembre de 2023 en las costas del Estado Carabobo, afectando playa de Puerto Cabello. Días, posteriores el Sindicato Nacional de Trabajadores de la Prensa (SNTP) denunció que funcionarios de la Dirección General de Contrainteligencia Militar (DGCIM) prohibieron el reportaje del incidente.